# طواف إيطاليا 2004
طواف إيطاليا 2004 هو سباق دراجات هوائية أقيم في إيطاليا بتاريخ 8–30 مايو، تكون السباق من 20 مرحلة وامتدّ لمسافة 3423.9 كم بسرعة 38.56 كم/س، استغرق السباق 88 ساعة 40 دقيقة 43”. فاز به الإيطالي داميانو كيونقو.

## الترتيب
| م                     | الدرّاج         | البلد   | الزمن                |
| --------------------- | -------------- | ------- | -------------------- |
| الفائز بالترتيب العام | داميانو كيونقو | إيطاليا | 88 ساعة 40 دقيقة 43” |